# Джозеф Шауерс
Джозеф Шауерс (англ. Joseph Schauers, 27 травня 1909 — 18 жовтня 1987) — американський академічний веслувальник.
Олімпійський чемпіон 1932 року в складі розпашної двійки зі стерновим.